# 일죽초등학교
일죽초등학교는 대한민국 경기도 안성시 일죽면 주천리에 있는 공립 초등학교이다.

## 학교 연혁
- 1924년 2월 1일 일죽공립보통학교(4년제) 개교(송천리 11)
- 1938년 4월 1일 일죽공립심상소학교로 개칭
- 1938년 6월 1일 현 위치(주천리 301)로 이전
- 1941년 4월 1일 일죽공립국민학교로 개칭
- 1985년 3월 2일 병설유치원 개원
- 1995년 3월 1일 금산분교장 통폐합
- 1996년 3월 1일 일죽초등학교로 개칭
- 1998년 9월 1일 장암초등학교 통폐합